# Gorgona (Kolumbie)
Isla Gorgona je tropický ostrov u tichomořského pobřeží Kolumbie. Ostrov administrativně přináleží k obci Guapi v departementu Cauca.

## Historie

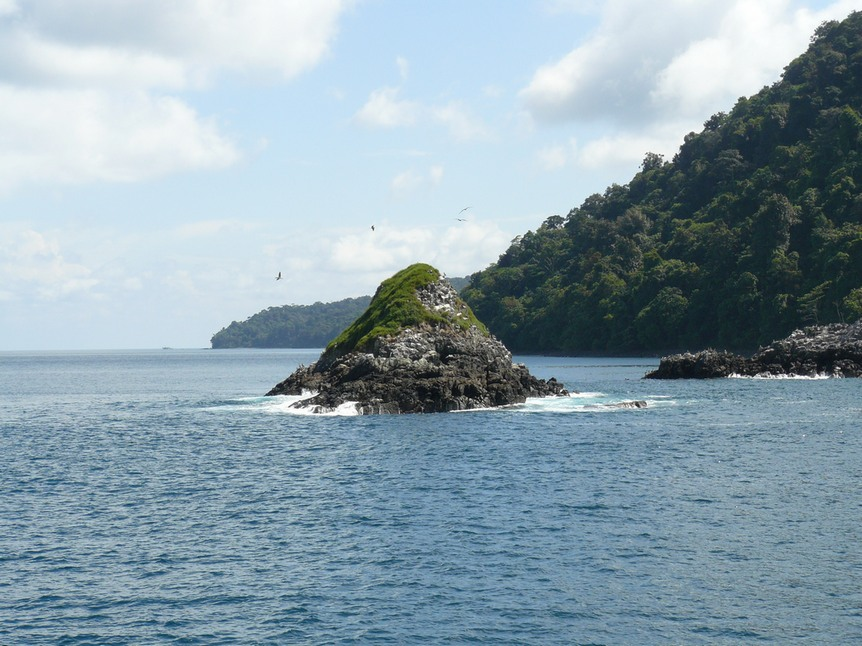
Severní cíp ostrova

### První osídlení
Prvními obyvateli Gorgony byli pravděpodobně lidé spojeni s kulturou Tumaco-Tolita. Byli to zkušení námořníci a živili se zemědělstvím a rybolovem. Pracovali také s kamennými nástroji a byli zlatníci. Na ostrově po nich zůstaly archeologické pozůstatky datované kolem roku 1300 našeho letopočtu. Španělští dobyvatelé poprvé navštívili Gorgonu v roce 1524, kdy ji objevil Diego de Almagro. Ostrov bohatý na čerstvou vodu a cenné dřevo sloužil jako zásobovací stanice pro lodě na cestě z Panamy do Peru a zpět.

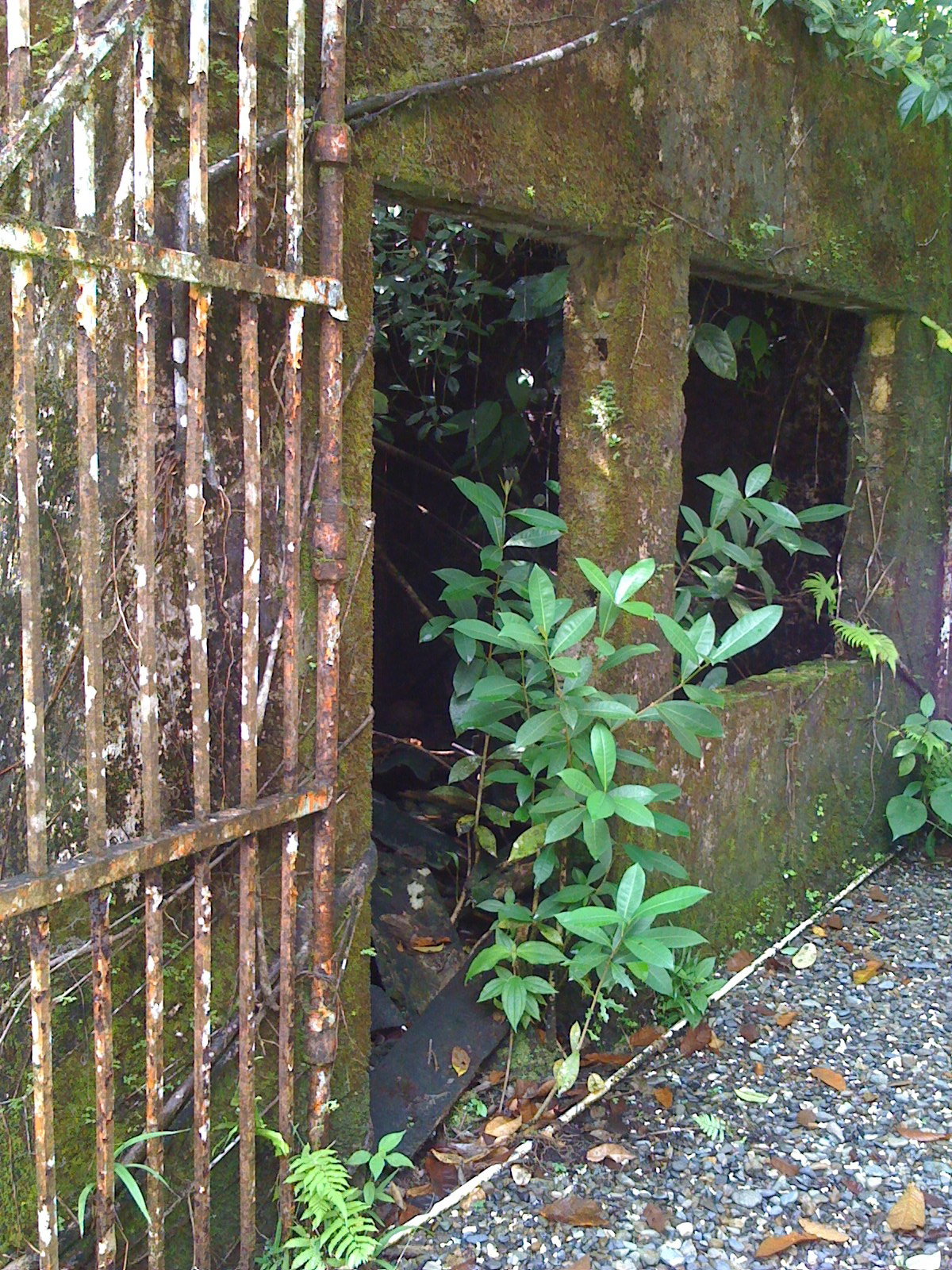
Opuštěná věznice

### Trestanecká kolonie
Během první poloviny 20. století zůstávala Gorgona většinou neobydlená. V roce 1959 byla na ostrově založena trestanecká kolonie. Gorgona se stala známou jako kolumbijský Alcatraz. Odsouzeni byli odrazeni od útěku jedovatými hady uvnitř ostrova a žraloky hlídajícími cestu na 30 km vzdálenou pevninu. Kolonie byla uzavřena v roce 1984 a poslední vězni byli převezeni na pevninu. Bývalé budovy vězení byly nyní pokryty hustou vegetací, ale část je stále vidět.

### Národní park
Přírodní národní park Gorgona byl založen v roce 1984. Na ostrově není žádné stálé obyvatelstvo, kromě zaměstnanců zapojených do správy a ochrany národního parku. Nachází se zde ekoturistické centrum s ubytováním a restaurací. Návštěvníci potřebují předchozí povolení k příchodu na ostrov, Gorgona může hostit přibližně 80 návštěvníků najednou. Vzhledem k tomu, že Gorgona je tropické prostředí známé svými jedovatými hady, není návštěvníkům dovoleno chodit kamkoli bez doprovodu.

## Příroda

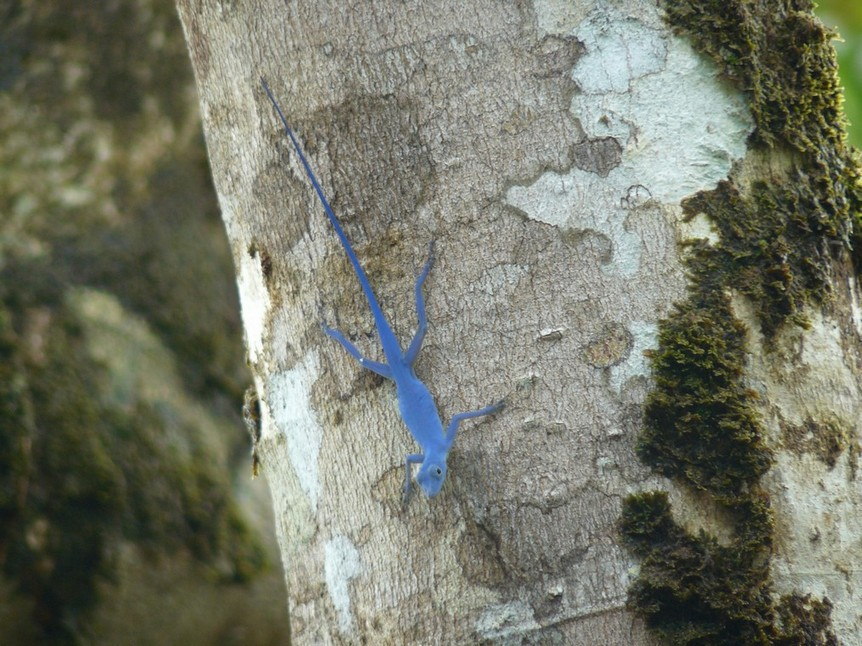
Anolis gorgonae

### Geografie
Ostrov má celkovou plochu 26 km2. Nachází se 35 km od kontinentu. Jihozápadně od Gorgony je další mnohem menší ostrov zvaný Gorgonilla o rozloze 48,99 ha. Gorgona a Gorgonilla jsou odděleny úžinou Tasca, která je dlouhá 400 m. Před zemětřesením, k němuž došlo dne 31. března 1983, bylo možné během odlivu přejít pěšky z Gorgony na Gorgonillu. Několik skalnatých ostrůvků se nachází jihozápadně od Gorgonilly, z nichž největší se nazývá El Viudo (Vdovec). U severního cípu Gorgony se nacházejí další ostrůvky zvané Rocas del Horno.
Terén Gorgony je hornatý s nejvyšším vrcholem Cerro La Trinidad ve výšce 338 m n. m. Páteř ostrova tvoří vrcholy Los Micos, La Esperanza y El Mirador. Gorgonilla má maximální výšku 90 m n. m. Na východní (kontinentální) straně ostrova jsou pláže s bílým pískem, na západní (oceánské) straně jsou většinou útesy a pár písečných pláží. Střed ostrova pokrývá hustá velmi vlhká džungle.

### Vodní toky
Ostrov má průměrnou teplotu 26 stupňů Celsia. Při průměrné vlhkosti 90% jsou časté intenzivní srážky a mlhavé dny; srážkový úhrn dosahuje hodnoty 6 948,5 mm ročně. Díky častým dešťům a vysoké vlhkosti má Gorgona bohatý hydrografický systém, který zahrnuje velké množství vodních toků proudících k oceánu. Většina z nich se nachází na východní straně ostrova. Asi 25 toků zůstává aktivní po celý rok a 75 během období dešťů. Na ostrově jsou také dvě jezera: La Cabrera a Tunapurí.

### Fauna
Hustý tropický deštný prales ostrova byl izolován po tisíce let od pevniny a poskytuje útočiště některým jedinečným druhům, jako je endemický Anolis gorgonae. Bohužel tomuto druhu hrozí vyhynutí v důsledku kácení lesů za dob vězení a predace zavlečeného baziliška kohoutího. Gorgona je známá svými hady. Vyskytují se zde tři druhy jedovatých hadů, včetně obávaného křovináře aksamitového a dvou druhů korálovců: Micrurus dumerili a Micrurus mipartitus. Ostrov obývá také několik nejedovatých druhů hadů, včetně hroznýše královského.
Mezi suchozemské savce patří zavlečená malpa kapucínská, lenochod hnědokrký a aguti. Na ostrově se také vyskytuje více než tucet druhů netopýrů. Dále bylo zaznamenáno několik druhů suchozemských ptáků, například endemický mravenčík a květomil modrý.
Kolem ostrova každoročně migrují keporkaci. Kromě toho lze ve vodách kolem ostrova najít žraloka kladivouna, žraloka lagunového, žraloka velrybího, murény a mořské želvy. Nejběžnějšími vodními ptáky na ostrově nebo v jeho blízkosti jsou terej modronohý, pelikán hnědý a fregatka vznešená.